# Championnat d'Allemagne de football 1934-1935
Navigation
Meisterschaft
(Gauligen)
1933-1934 Meisterschaft
(Gauligen)
1935-1936
La saison 1934-1935 du Championnat d'Allemagne de football était la 28e édition de la première division allemande. Seize clubs participent à la compétition nationale, il s'agit des 16 vainqueurs des Gauligen, les championnats régionaux mis en place par le régime nazi.
Les 16 équipes disputent un premier tour où elles sont réparties en 4 poules de 4 équipes, chacune rencontre ses 3 adversaires 2 fois, à domicile et à l'extérieur. L'équipe classée première du groupe à la fin de la première phase est qualifiée pour le tableau final, qui se joue en demi-finale et finale sur match simple.
Schalke 04, champion d'Allemagne en titre, remporte la finale en s'imposant face au VfB Stuttgart. C'est le 2e titre de champion d'Allemagne de son histoire.

## Les 16 clubs participants
| - Ostpreußen : York Insterburg - Poméranie : SC Stettin - Brandebourg : Hertha Berlin - Schliesen : VfR Gleiwitz - Sachsen : PSV Chemnitz - Centre : SV Iena - Nordmark : Eimsbütteler TV - Niedersachsen : Hanovre 96 | - Westphalie : Schalke 04 - Niederrhein : VfL Benrath - Mittelrhein : VfR Köln - Hesse : FC Hanau 93 - Sud-Ouest : Phonix Ludwigshafen - Bade : SV Waldhof Mannheim - Wurttemberg : VfB Stuttgart - Bavière : SpVgg Furth |

## Compétition

### Premier tour
Les 16 champions de Gauliga sont répartis en 4 poules de 4 équipes, seul le premier accède aux demi-finales.

#### Groupe 1
| Rang | Équipe            | Pts | J | G | N | P | Bp | Bc | Diff |  | Résultats (▼ dom., ► ext.) | Chem | Hert | Vorw | York |
| ---- | ----------------- | --- | - | - | - | - | -- | -- | ---- |  | -------------------------- | ---- | ---- | ---- | ---- |
| 1    | Polizei Chemnitz  | 10  | 6 | 5 | 0 | 1 | 22 | 7  | +15  |  | Polizei Chemnitz           |      | 1-2  | 2-1  | 6-1  |
| 2    | Hertha Berlin     | 8   | 6 | 4 | 0 | 2 | 22 | 8  | +14  |  | Hertha Berlin              | 1-2  |      | 2-0  | 7-3  |
| 3    | Vorwarts Gleiwitz | 5   | 6 | 2 | 1 | 3 | 9  | 11 | -2   |  | Vorwarts Gleiwitz          | 1-3  | 2-1  |      | 2-2  |
| 4    | York Insterburg   | 1   | 6 | 0 | 1 | 5 | 8  | 35 | -27  |  | York Istenburg             | 1-8  | 0-9  | 1-3  |      |

#### Groupe 2
| Rang | Équipe          | Pts | J | G | N | P | Bp | Bc | Diff |  | Résultats (▼ dom., ► ext.) | Scha | Hano | Eims | Stet |
| ---- | --------------- | --- | - | - | - | - | -- | -- | ---- |  | -------------------------- | ---- | ---- | ---- | ---- |
| 1    | Schalke 04      | 10  | 6 | 5 | 0 | 1 | 27 | 6  | +21  |  | Schalke 04                 |      | 3-2  | 4-0  | 9-1  |
| 2    | Hanovre 96      | 8   | 6 | 4 | 0 | 2 | 24 | 12 | +12  |  | Hanovre 96                 | 1-4  |      | 9-3  | 5-0  |
| 3    | Eimsbütteler TV | 5   | 6 | 2 | 1 | 3 | 11 | 20 | -9   |  | Eimsbütteler TV            | 2-1  | 1-3  |      | 3-1  |
| 4    | SC Stettin      | 1   | 6 | 0 | 1 | 5 | 5  | 29 | -24  |  | SC Stettin                 | 0-6  | 1-4  | 2-2  |      |

#### Groupe 3
| Rang | Équipe              | Pts | J | G | N | P | Bp | Bc | Diff |  | Résultats (▼ dom., ► ext.) | Benr | Phon | Mann | Koln |
| ---- | ------------------- | --- | - | - | - | - | -- | -- | ---- |  | -------------------------- | ---- | ---- | ---- | ---- |
| 1    | VfL Benrath         | 11  | 6 | 5 | 1 | 0 | 17 | 5  | +12  |  | VfL Benrath                |      | 0-0  | 3-2  | 5-0  |
| 2    | Phonix Ludwigshafen | 9   | 6 | 4 | 1 | 1 | 19 | 3  | +16  |  | Phonix Ludwigshafen        | 1-2  |      | 5-0  | 4-0  |
| 3    | SV Waldhof Mannheim | 2   | 6 | 1 | 0 | 5 | 9  | 21 | -12  |  | SV Waldhof Mannheim        | 2-3  | 0-5  |      | 2-3  |
| 4    | VfR Köln            | 2   | 6 | 1 | 0 | 5 | 6  | 22 | -16  |  | VfR Köln                   | 0-4  | 1-4  | 2-3  |      |

#### Groupe 4
| Rang | Équipe        | Pts | J | G | N | P | Bp | Bc | Diff |  | Résultats (▼ dom., ► ext.) | Stut | Furt | Hana | Iena |
| ---- | ------------- | --- | - | - | - | - | -- | -- | ---- |  | -------------------------- | ---- | ---- | ---- | ---- |
| 1    | VfB Stuttgart | 8   | 6 | 4 | 0 | 2 | 13 | 11 | +2   |  | VfB Stuttgart              |      | 4-1  | 0-3  | 1-2  |
| 2    | SpVgg Furth   | 6   | 6 | 3 | 0 | 3 | 11 | 9  | +2   |  | SpVgg Furth                | 2-3  |      | 0-1  | 2-0  |
| 3    | FC Hanau 93   | 6   | 6 | 3 | 0 | 3 | 8  | 8  | 0    |  | FC Hanau 93                | 1-2  | 1-5  |      | 0-1  |
| 4    | SV Iena       | 4   | 6 | 2 | 0 | 4 | 5  | 9  | -4   |  | SV Iena                    | 2-3  | 0-1  | 0-2  |      |

### Demi-finale
- Tous les matchs ont eu lieu le 2 juin 1935.

| Équipe 1      | Résultat | Équipe 2         |
| ------------- | -------- | ---------------- |
| Schalke 04    | 3 - 2    | Polizei Chemnitz |
| VfB Stuttgart | 4 - 2    | VfL Benrath      |

### Finale
| 23 juin 1935 | Schalke 04 | 6 - 4 | VfB Stuttgart | Müngersdorfer Stadion, Cologne |
|              |            |       |               | Spectateurs : 70 000           |

## Bilan de la saison
| Tableau d'Honneur                   |              |
| Compétition                         | Vainqueur    |
| Championnat d'Allemagne de football | Schalke 04   |
| Coupe d'Allemagne de football       | FC Nuremberg |